# Markus Günthardt
Markus Günthardt (Zurique, 10 de setembro de 1957) é um ex-tenista profissional suíço. Especialista em duplas, é irmão de Heinz Günthardt.

## Duplas (3 títulos 5 vices)
| Resultado | N. | Data | Torneio         | Piso     | Parceiro         | Oponentes                        | Placar        |
| --------- | -- | ---- | --------------- | -------- | ---------------- | -------------------------------- | ------------- |
| Campeão   | 1. | 1980 | Båstad, Suécia  | Saibro   | Heinz Günthardt  | John Feaver Peter McNamara       | 6–4, 6–4      |
| Vice      | 1. | 1980 | Geneva, Suíça   | Saibro   | Heinz Günthardt  | Željko Franulović Balázs Taróczy | 4–6, 6–4, 4–6 |
| Campeão   | 2. | 1981 | Gstaad, Suíça   | Saibro   | Heinz Günthardt  | David Carter Paul Kronk          | 6–4, 6–1      |
| Vice      | 2. | 1981 | Basel, Suíça    | Duro (i) | Pavel Složil     | José Luis Clerc Ilie Năstase     | 6–7, 7–6, 6–7 |
| Vice      | 3. | 1982 | Cairo, Egito    | Saibro   | Heinz Günthardt  | Drew Gitlin Jim Gurfein          | 4–6, 5–7      |
| Vice      | 4. | 1982 | Gstaad, Suíça   | Saibro   | Heinz Günthardt  | Sandy Mayer Ferdi Taygan         | 2–6, 3–6      |
| Vice      | 5. | 1983 | Madrid, Espanha | Saibro   | Zoltan Kuharszky | Heinz Günthardt Pavel Složil     | 3–6, 3–6      |
| Campeão   | 3. | 1984 | Gstaad, Suíça   | Saibro   | Heinz Günthardt  | Givaldo Barbosa João Soares      | 6–4, 3–6, 7–6 |